# Стэплдон, Олаф
Уильям Олаф Стэплдон (англ. William Olaf Stapledon, 10 мая 1886, Сикомб близ Уолласи на полуострове Уиррал, графство Чешир, Великобритания — 6 сентября 1950, Кэлди) — британский философ-футуролог и прозаик, яркий представитель философии космизма, один из предтеч современного трансгуманизма.
Известен (наравне с Уэллсом) как один из основоположников англоязычной научной фантастики, ознаменовавший своим творчеством поворот от сугубо развлекательной её разновидности в сторону литературы основного потока. Заметная фигура литературного ландшафта 1930-х годов, высоко ценимая многими современниками-интеллектуалами и критиками-исследователями жанра фантастики (Станислав Лем, Вл. Гаков), но сравнительно малоизвестная массовому читателю.

## Биография
Родился в семье Уильяма Клибберта Стэплдона и Эммелайн Миллер в деревушке на западе Англии. С 1887 по 1893 годы жил в Египте, в Порт-Саиде, где его отец работал экспедитором. Учился в школе «Эбботсхольм» (1898—1905) и колледже «Баллиол» в Оксфорде (1905—1909), по окончании которого получил степень бакалавра новейшей истории (а в 1913 году — степень магистра новейшей истории). В 1910—1911 годах — заместитель директора манчестерской начальной школы, затем работал экспедитором сначала в Ливерпуле, затем в Порт-Саиде. В 1912—1915 годах также состоял в ливерпульской ячейке Образовательной ассоциации работников (Workers' Educational Association), предоставлявшей образование рабочим. В 1914 году вышел сборник стихов Стэплдона под названием «Современные псалмы» (англ. Latter-Day Psalms).
Во время Первой мировой войны, будучи пацифистом, отказался участвовать в боевых действиях. Как отказник совести с июля 1915 по январь 1919 года служил водителем в квакерском санитарном подразделении во Франции и Бельгии; за храбрость, проявленную при исполнении своих служебных обязанностей, был награждён французским Военным крестом. Во время войны и в первые послевоенные годы продолжал заниматься поэзией.
После войны женился на Агнес Зене Миллер (1894—1984), своей двоюродной сестре из Австралии. В их браке родилось двое детей — Мэри Сидни Стэплдон (1920—2008) и Джон Дэвид Стэплдон (1923—2014). С 1920 года с семьёй жил в Вест-Кирби (в 1940 году было завершено строительство дома Саймонс-Филд в деревне Кэлди, куда переехала семья Стэплдона). С 1919 по 1929 года преподавал философию и психологию в вечерней школе. В 1925 году получил степень доктора философии в Ливерпульском университете. В эти годы Стэплдон начинает публиковаться в философских журналах, а в 1929 году выходит его работа «Современная теория этики», в основу которой была положена его докторская диссертация.

## Творчество
Свой первый фантастический роман — историю будущего под названием «Последние и первые люди» — Олаф Стэплдон выпустил в 1930 году под влиянием идей футурологической повести генетика Джона Холдейна «Страшный суд: взгляд ученого на будущее человечества» (The Last Judgement: A Scientist’s View on the Future of Mankind, сборник Possible Worlds and Other Essays, 1927). В романе описано развитие человечества на протяжении двух миллиардов лет. За это время сменилось 18 биологических видов людей (от Первых людей — наших современников — до Восемнадцатых) и огромное количество цивилизаций. Книга вызвала восторженные отзывы Герберта Уэллса и Джона Пристли.
С этого момента Стэплдон прекратил преподавательскую деятельность и полностью посвятил себя литературе. Все последующие годы он вел достаточно обеспеченную жизнь в основном за счет полученного от отца наследства, о чём, будучи социалистом по воззрениям, сожалел.
В 1932 году выходит его книга «Последние люди в Лондоне» (англ. Last men in London), в 1935 году — роман «Странный Джон» (англ. Odd John), посвящённый проблеме взаимодействия сверхлюдей-мутантов с обычными людьми. В 1937 году появляется «Создатель звёзд», самое глубокое, сложное и масштабное произведение Стэплдона, описывающее историю жизни во Вселенной от момента «Большого взрыва» до угасания последних звезд и далее за пределы пространства и времени — как пишет автор в предисловии, «набросок пугающей, но жизненно важной совокупности всего». В основу романа лёг недописанный роман «Создатель туманностей» (англ. Nebula Maker), работу над которым Стэплдон прекратил в 1933 году (опубликован посмертно, в 1976 году). Сам Стэплдон, по словам его жены, считал «Создателя звёзд» своей лучшей книгой. В 1944 году свет увидел роман «Сириус» (англ. Sirius), в котором описана судьба собаки, ставшей разумной в результате научного эксперимента.
В «Последних и первых людях» и «Создателе звёзд» Стэплдон утверждает, что итогом развития не только человеческой, но и других разумных рас является развитие телепатических способностей и слияние разумов отдельных индивидуумов в расовый, а в более отдалённой перспективе и мировой разум, мышление и способности которых находятся за пределами понимания современного человека.

## Общественно-политическая деятельность
Одновременно с литературным творчеством Стэплдон продолжал публиковать свои философские и общественно-политические труды, участвовал в деятельности левых политических движений. Во время Второй мировой войны состоял в умеренно-социалистической Партии общего блага (англ. Common Wealth Party) Джона Бойнтона Пристли и Ричарда Окленда, а также в интернационалистском Союзе федералистов, выступавшем за послевоенное объединение Европы.
После войны с курсом лекций посетил Нидерланды, Швецию и Францию, в сентябре 1948 года принял участие в Конгрессе сторонников мира во Вроцлаве (где также присутствовали такие личности, как Пабло Пикассо, Бертольт Брехт, Олдос Хаксли, Поль Элюар, Илья Эренбург, Анна Зегерс, Джон Бойд Орр, Ирен и Фредерик Жолио-Кюри). В марте 1949 года участвовал в Нью-Йоркской конференции работников науки и культуры за мир во всем мире (единственный британец, получивший визу для участия в ней). Подробности встречи Стэплдона с представителями американского фэндома во время его визита в США можно встретить в воспоминаниях фантаста Гарри Гаррисона. В 1950 году был вовлечён в движение против апартеида в Южно-Африканском Союзе. Незадолго до смерти, проведя неделю выступлений во Франции, отменил запланированную поездку в Югославию и вернулся домой.
Скоропостижно скончался 6 сентября 1950 года в своём доме в Кэлди от внезапного сердечного приступа, кремирован в Лэндиканском крематории.

## Влияние
Идеи Олафа Стэплдона оказали большое влияние на дальнейшее развитие фантастической литературы, прежде всего на творчество Брайана Олдиса, Артура Кларка (который признал влияние Стэплдона на свой роман «Конец детства»), Джона Райта, Альфреда Ван-Вогта, Вернора Винджа, Наоми Митчисон, Дорис Лессинг. О нём высоко отзывались Станислав Лем, Бертран Рассел, Алджернон Блэквуд, Уинстон Черчилль, Джон Холдейн, Хью Уолпол, Арнольд Беннетт, Вирджиния Вульф, Герберт Уэллс и Хорхе Луис Борхес, который написал предисловие к роману, а отрывок из него включил в свою «Антологию фантастической литературы»; истовый христианин Клайв Стейплз Льюис, напротив, неприязненно относился к творчеству агностика Стэплодона, не в последнюю очередь из-за конфликта мировоззрений.
Герберт Уэллс позаимствовал ряд идей Стэплдона для сценария к фильму «Облик грядущего». Идеи «Последних и первых людей» и «Сириуса» близки к тем, которые высказал Клиффорд Саймак в своей «истории будущего» — романе «Город». Джеймс Блиш назвал в честь Стэплдона космический лайнер в сериале «Звёздный путь». Но несмотря на всё это, известность книг Стэплдона среди массового читателя была и остаётся незначительной.
Известно влияние Стэплдона не только на фантастику, но и на философию и футурологию. В «Последних и первых людях» предсказаны генная инженерия и терраформинг. В «Создателе звёзд» содержится первое известное описание сфер Дайсона — сам Фримен Дайсон признавал, что обязан роману этой идеей.
Несмотря на социалистические симпатии Стэплдона, который называл себя «ни марксистом, ни антимарксистом», в СССР он не издавался. В начале 2000х годов были переведены на русский язык и изданы в России две наиболее известные его книги — «Последние и первые люди» и «Создатель звёзд». В последующие два десятилетия почти все художественные произведения Стэплдона большой и малой формы, а также ряд  эссе стараниями энтузиастов переведены на русский язык. Советский читатель впервые смог узнать о первом из этих произведений благодаря предисловию А. П. Казанцева к выпущенному в 1960 году сборнику «Научно-фантастические рассказы американских писателей». При этом Казанцев (скорее всего, сам не читавший роман Стэплдона) назвал автора «Аллафом Стеббельдогом», а сюжет его романа свёл к описанию ядерной катастрофы, за которую автора якобы начали преследовать маккартисты из ФБР (на самом деле, описание атомной катастрофы в романе присутствует, но оно очень далеко от правдоподобного).

### Художественные произведения
- Последние и первые люди (Last and First Men: A Story of the Near and Far Future, 1930)
- Последние люди в Лондоне[англ.] (Last Men in London, 1932)
- Странный Джон: история между шуткой и серьёзностью[англ.] (Odd John: A Story Between Jest and Earnest, 1935)
- Создатель звёзд (Star Maker, 1937)
- Тьма и свет[англ.] (Darkness and the Light, 1942)
- Старик в новом мире[англ.] (Old Man in New World, 1944)
- Сириус: Фантазия любви и раздора[англ.] (Sirius: A Fantasy of Love and Discord, 1944)
- Из смерти в жизнь[англ.] (Death into Life, 1946)
- Пламя: Фантазия[англ.] (The Flames: A Fantasy, 1947)
- A Man Divided (1950)
- Четыре встречи[англ.] (Four Encounters, 1976)
- Создатель туманностей[англ.] (Nebula Maker (черновики «Создателя звёзд»), 1976)

### Публицистика
- A Modern Theory of Ethics: A study of the Relations of Ethics and Psychology (1929)
- Waking World (1934)
- Saints and Revolutionaries (1939)
- New Hope for Britain (1939)
- Philosophy and Living, 2 тома (1939)
- Beyond the «Isms» (1942)
- Seven Pillars of Peace (1944)
- Youth and Tomorrow (1946)
- The Opening of the Eyes (ed. Agnes Z. Stapledon, 1954)

### Поэзия
- Latter-Day Psalms (1914)

### Сборники
- Worlds of Wonder: Three Tales of Fantasy (1949)
- To the End of Time: the Best of Olaf Stapledon (ed. Basil Davenport, 1953)
- Far Future Calling: Uncollected Science Fiction and Fantasies of Olaf Stapledon (ed. Sam Moskowitz 1979
- An Olaf Stapledon Reader (ed. Robert Crossley, 1997)

## Переводы
- Стэплдон О. Создатель звезд / Пер. О. Чистякова. М.: REFL-book; Киев: Ваклер, 1996. 304 с. (Серия: Философия сквозь века). ISBN 5-87983-029-2, ISBN 5-87983-024-1
- Стэплдон О. Последние и первые люди. Создатель звезд / Пер. О. Э. Колесникова М.: АСТ; Люкс, 2004. 640 с. (Серия: Philosophy). ISBN 5-17-021613-0, ISBN 5-9660-0051-4

В начале XXI века все крупные произведения О. Стэплдона и значительное количество произведений малой формы переведены на русский и изданы усилиями энтузиастов в небольших издательствах России и Беларуси, после чего широко распространились в электронных библиотеках.